# Saint-Orens-de-Gameville
Saint-Orens-de-Gameville – miejscowość i gmina we Francji, w regionie Oksytania, w departamencie Górna Garonna.
Według danych na rok 1990 gminę zamieszkiwały 9703 osoby, a gęstość zaludnienia wynosiła 743 osób/km² (wśród 3020 gmin regionu Midi-Pireneje Saint-Orens-de-Gameville plasuje się na 30. miejscu pod względem liczby ludności, natomiast pod względem powierzchni na miejscu 884.).